# Joseph Bernheim-Jeune
Joseph Bernheim-Jeune, all'anagrafe Jossé Bernheim-Jeune (Bruxelles, 2 gennaio 1870 – Lione, 15 marzo 1941), è stato un mercante d'arte francese.

## Biografia
Jossé, detto anche Joseph, fu un mercante d'arte nato in una famiglia originaria di Briançon. Lavorò nella galleria d'arte stabilita a Parigi dal padre Alexandre. Insieme al fratello Gaston organizzò la prima mostra d'arte francese retrospettiva di Vincent van Gogh nel 1901. Sensibili alle tematiche degli Impressioniste, i fratelli conobbero e promossero anche gli artisti post-impressionisti che si ruotavano intorno all'ambiente parigino.
Fu vittima del Nazisti e morì in Francia nel 1941.